# Albino Carraro
Albino Carraro (Padova, 1899. április 4. – 1964. augusztus 14.) olasz nemzetközi labdarúgó-játékvezető.

## Pályafutása

### Nemzeti játékvezetés
Játékvezetésből 1923-ban Velencében vizsgázott. Vizsgáját követően a Venetoi Labdarúgó-szövetség által üzemeltetett labdarúgó bajnokságokban kezdte. Az Olasz Labdarúgó-szövetség (FIGC) Játékvezető Bizottságának (JB) minősítésével 1927-től az National Division, majd a Serie A játékvezetője. Küldési gyakorlat szerint rendszeres partbírói szolgálatot is végzett. A nemzeti játékvezetéstől 1934-ben visszavonult.

### Nemzetközi játékvezetés
Az Olasz labdarúgó-szövetség JB terjesztette fel nemzetközi játékvezetőnek, a Nemzetközi Labdarúgó-szövetség (FIFA) 1928-tól tartotta nyilván bírói keretében.  Több nemzetek közötti válogatott, valamint Mitropa Kupa klubmérkőzést vezetett, vagy működő társának partbíróként segített. Az olasz nemzetközi játékvezetők rangsorában, a világbajnokság-Európa-bajnokság sorrendjében többedmagával a 48. helyet foglalja el 1 találkozó szolgálatával. Az aktív nemzetközi játékvezetéstől 1934-ben búcsúzott. Válogatott mérkőzéseinek száma: 11.

#### Labdarúgó-világbajnokság
Az 1934-es labdarúgó-világbajnokságon a FIFA JB bíróként alkalmazta. A FIFA JB elvárásának megfelelően, ha nem vezetett, akkor valamelyik társának partbíróként segített. A nyolcaddöntő egyik mérkőzésén egyes pozícióban közreműködött. Korabeli FIFA JB elvárásai alapján játékvezetői sérülésnél az egyes partbíró irányíthatta tovább a találkozót. Világbajnokságokon vezetett mérkőzéseinek száma: 1 + 1 (partbíró).

##### 1934-es labdarúgó-világbajnokság
| Időpont         | Helyszín                          | Mérkőzés típusa | Mérkőzés             | Eredmény | Nézők száma |
| --------------- | --------------------------------- | --------------- | -------------------- | -------- | ----------- |
| 1934. június 7. | Giorgio Ascarelli Stadion, Nápoly | bronztalálkozó  | Németország–Ausztria | 3 – 2    | 7 000       |

#### A magyar labdarúgó-válogatott mérkőzései (1902–1929)
| Időpont              | Helyszín                       | Mérkőzés típusa          | Mérkőzés                                                 | Eredmény | Nézők száma |
| -------------------- | ------------------------------ | ------------------------ | -------------------------------------------------------- | -------- | ----------- |
| 1928. november 1.    | Üllői úti Stadion, Budapest    | Dr. Gerö Cup             | Magyarország–Svájc                                       | 3 – 1    | 20 000      |
| 1929. május 5.       | Hohe Warte Stadion, Bécs       | felkészülési             | Ausztria–Magyar labdarúgó-válogatott                     | 2 – 2    | 52 000      |
| 1930. szeptember 21. | Hohe Warte Stadion, Bécs       | 143. válogatott mérkőzés | Osztrák labdarúgó-válogatott–Magyar labdarúgó-válogatott | 2 – 3    | 40 000      |
| 1932. október 30.    | Hungária úti Stadion, Budapest | 161. válogatott mérkőzés | Magyar labdarúgó-válogatott–Németország                  | 2 –1     | 15 000      |

#### Nemzetközi kupamérkőzések
Vezetett kupadöntők száma: 2.

##### Mitropa Kupa
Az európai klubcsapatok első nemzetközi labdarúgó-kupáján, a döntő első és második mérkőzését koordinálta.
| Időpont            | Helyszín                    | Mérkőzés típusa        | Mérkőzés                       | Eredmény | Nézők száma |
| ------------------ | --------------------------- | ---------------------- | ------------------------------ | -------- | ----------- |
| 1928. október 28.  | Üllői úti Stadion, Budapest | döntő első mérkőzés    | Ferencvárosi TC–SK Rapid Wien  | 7 – 1    | 20 000      |
| 1928. november 12. | Hohe Warte Stadion, Bécs    | döntő második mérkőzés | SK Rapid Wien– Ferencvárosi TC | 5 – 3    | 20 000      |

## Sportvezetőként
1935/1936-os szezonban Feldmann Gyulától 1936. január 1-jén vette át az Ambrosiana-Inter irányítását.

## Külső hivatkozások
- Carraro Albino. World Referee. [2015. december 8-i dátummal az eredetiből archiválva]. (Hozzáférés: 2015. november 26.)
- Carraro Albino. footballzz.com. (Hozzáférés: 2015. november 26.)
- Carraro Albino. footballdatabase.eu. (Hozzáférés: 2015. november 26.)
- Carraro Albino. scoreshelf.com. [2015. december 8-i dátummal az eredetiből archiválva]. (Hozzáférés: 2015. november 26.)
- Carraro Albino. eu-football.info. (Hozzáférés: 2015. november 26.)
- Carraro Albino. weltfussball.de. (Hozzáférés: 2015. november 26.)
- Albino Carraro. interfc.it. [2011. június 27-i dátummal az eredetiből archiválva]. (Hozzáférés: 2015. november 26.)
- Albino Carraro. weltfussball.de. (Hozzáférés: 2015. november 26.)

| Elődje: Willem Eymers | KEK döntő 1928 | Utódja: Erwin Braun |